# Villazopeque
Villazopeque község Spanyolországban, Burgos tartományban.  Lakosainak száma 52 fő (2024).

## Népesség
A település népessége az utóbbi években az alábbiak szerint változott:
| Lakosok száma | 88   | 78   | 73   | 68   | 63   | 59   | 59   | 54   | 52   | 52   |
|               | 2001 | 2004 | 2006 | 2009 | 2011 | 2014 | 2016 | 2019 | 2021 | 2024 |